# Jere Bergius
Jere Petrus Bergius (né le 4 avril 1987 à Vesilahti) est un athlète finlandais, spécialiste du saut à la perche.

## Biographie
Son club est le Tampereen Pyrintö.
Son record est de 5,72 m obtenu à Haapajärvi le 26 mai 2012. Lors des Championnats d'Europe en salle à Paris-Bercy, il ne réalise que 5,40 m.
Ses autres meilleurs sauts sont de 5,60 m à Espoo (en juin 2011), 5,60 m à Turku (en août 2011) et encore 5,60 m à Kuortane (juillet 2012). Son meilleur saut en salle est de 5,55 m à Tampere (février 2012).
Il est éliminé en qualifications lors des championnats du monde d'athlétisme 2011 avec 5,35 m.

## Records
| Épreuve          | Épreuve   | Marque | Lieu       | Date           |
| ---------------- | --------- | ------ | ---------- | -------------- |
| Saut à la perche | Plein air | 5,72 m | Haapajarvi | 26 mai 2012    |
| Saut à la perche | Salle     | 5,55 m | Tampere    | 4 février 2012 |